# Her Best Move
Her Best Move (no Brasil, Garota Boa de Bola) é um filme de 2007 produzido pela Summertime Films. Conta a história de uma prodígia do futebol de 15 anos, Sara Davis, que tem a oportunidade de se juntar para a Seleção de Futebol Feminino dos Estados Unidos. Ao mesmo tempo, precisa lidar com a escola secundária, romance, esportes, e a pressão familiar.

## Enredo
A prodígia do futebol feminino, Sara Davis (Leah Pipes), de 15 anos, tem a oportunidade de se juntar ao time de futebol feminino dos Estados Unidos, mas também precisa manter um equilíbrio com a escola, romance, esportes e a pressão familiar para perceber suas próprias prioridades. A vida no ensino médio é louca, mas para Sara é como uma escalada. Tendo um pai, Gil (Scott Patterson), que é um dos melhores técnicos de futebol feminino, Sara tem sacrificado seu interesse em dança, fotografia, e naturalmente, em garotos para concentrar apenas no esporte. Com o incentivo de sua melhor amiga, Tutti (Lalaine), começa um crescente relacionamento com Josh (Drew Bell), o bonitinho, porém, tímido, fotógrafo do jornal da escola, e aprende cada dia mais sobre ela mesma. Como o Time Nacional vê cada passo que ela dá, Sara enfrenta o desafio de descobrir seu eu verdadeiro, podendo fazer a melhor jogada da sua vida.

## Elenco
- Leah Pipes como Sara Davis
- Scott Patterson como Gil Davis
- Lisa Darr como Julia
- Drew Bell como Josh
- Lalaine como Tutti
- Daryl Sabara como Doogie
- Jhoanna Flores como Rgina Fay
- Masterson como Lori
- Brandi Chastain como ela mesma
- Nick McManigal como fundo extra
- Melanie Bickfold como fundo extra